# Юридична Газета
«Юридична Газета» — професійне юридичне видання, яке розповсюджується по всій території України. Випускається українською мовою. Газета виходить один раз на місяць. Читачами та передплатниками газети є більшість юридичних компаній та юристів-правників в Україні. Видається з 2003 року. Має електронну версію.
Основні рубрики видання:
- актуальна тема;
- юридичний бізнес;
- юридична практика;
- тема номера;
- коментарі експертів;
- інтерв’ю з юристами.

На сторінках «Юридичної Газети» також можна знайти:
- аналітичні матеріали з правової тематики;
- актуальні теми, події та новини на юридичному ринку України, а також і світу;
- моніторинг законодавства та аналіз законопроєктів;
- аналіз ринку юридичних послуг;
- календар подій тощо.

Редакція газети співпрацює майже з усіма юридичними компаніями на ринку України. Активно залучає до написання матеріалів і представників корпоративних юристів, представників бізнесу, суддів, адвокатів та інших представників юридичної громадськості.
Серед проєктів газети:
- «Лідери ринку. Рейтинг юридичних компаній України»;
- «Вибір клієнта. 100 найкращих юристів України»;
- Ukrainian Women in Law;
- HR-бренд юридичної фірми;
- подкаст «Не встигнути до 30»;
- спецпроєкт «Соціальні ініціативи».

Середня відвідуваність сайту газети — 400 000 на день.